# パニア (マオリ神話)

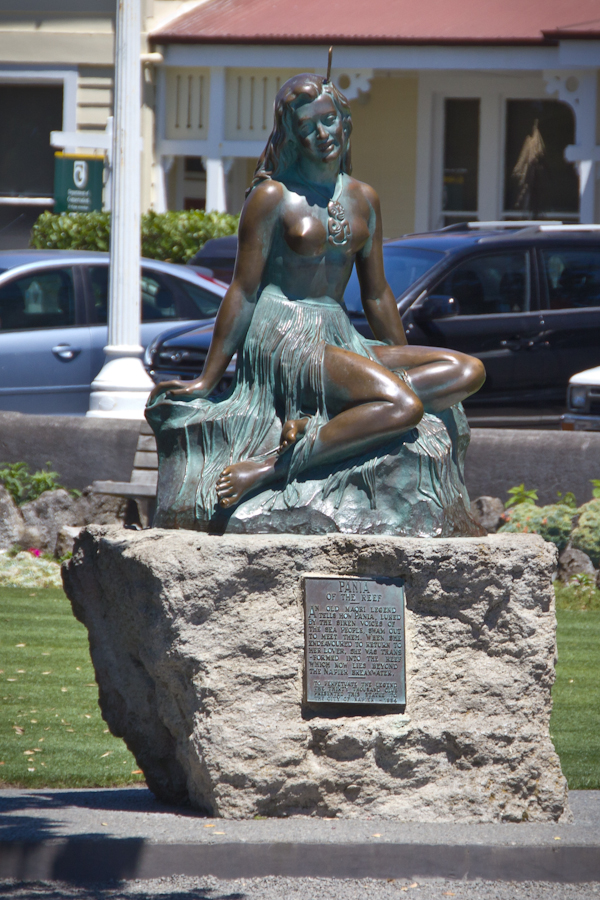

パニア（Pania）は、マオリ神話の登場人物である。しばしばPania of the Reefと呼ばれる。ホークス・ベイ地方ネーピアのシンボルとして知られる。

## 伝説
パニアはニュージーランド北島の海に住む美しい娘であった。日中はサンゴ礁の生き物と共に泳ぎ、日が暮れると後にネーピアが立地することになる入江に流れ込む小川に行くのを常としていた。小川をさかのぼり、亜麻の茂みで休息をとった。
さて、アリキ（マオリ族のリーダー）の息子で、大変ハンサムなKaritoki（カリトキ）という若者が、最も塩分濃度が低いという理由で毎晩その場所で渇きをいやしていたのだが、パニアが何週間も（彼女がささやかな魔法を使ったその時以来）彼を見つめていることは知らなかった。それは風に乗ってカリトキのもとに届き、彼を振り向かせた。その結果隠れ家から出てきたパニアを彼は見ることができた。カリトキはこんなに美しい女性を今までに見たことがなく、一瞬で恋に落ちてしまった。2人は
命を賭けて互いに愛を誓い、秘密裏に結婚した。パニアはカリトキの家に行くが、暗い時間帯につき目撃した者はなかった。太陽が昇ると、パニアは帰る準備を始めた。引き留めるカリトキに説明する。海のサイレンが毎朝彼女を呼ぶが、そうなったら従うしかない。さもなくばパニアは生きていられないと。パニアは毎晩来ると約束し、2人の結婚はこの前提で続いた。
カリトキは美しい妻を友人たちに自慢するが、妻を見た者はいないので信じてもらえなかった。このことに不満を募らせたカリトキは、村のカウマトゥア（グループ内の長老）に相談した。カウマトゥアは水棲人類の存在を知っていたのでカリトキの言葉を信じた。そして、パニアに調理された食べ物を飲み込ませれば海に帰ることを許されなくなって、いっしょに陸で暮らせると教えた。
その夜、パニアが眠りに就くと、カリトキは調理された食べ物を一かけら彼女の口にねじ込んだ。するとすぐに、ルル（ニュージーランドアオバズクの現地名）が大声で警告したのでパニアは驚いて目覚めた。カリトキは心臓が止まるほど驚き、パニアはそのまま逃げて海に飛び込んだ。カリトキは必死で海を泳いでパニアを追ったが、パニアの同族たちは水面に上ってきて、彼女を深みに引き下ろした。それ以来カリトキはパニアを見ていない。
今でも、サンゴ礁から深みを見通すと、別れた恋人を求めて両手を広げるパニアが見えるという者がいる。カリトキの裏切りについて説明を求めているのか、それともいまも変わらぬ愛なのか、それは分からない。

## パニアの像
パニアの像（The Statue of Pania, aka Pania of the Reef）は、ネーピアに所在するブロンズ像。マオリ神話の登場人物であるパニアの名誉をたたえる。
この像はThirty Thousand Clubメンバーで後に地元の聖公会司教になるFrederick Augustus Bennettの依頼で制作された。ベネットがパニアの伝説を話すと、同クラブの面々は非常に感銘を受け、募金を集めて像をネーピア市に贈ることにした。現地女子高Hukarere Girls' Collegeの何人かの生徒がモデル候補として撮影されたが、最終的に当時14歳のMei Irihapiti Robinが選ばれた。彼女は労働大臣のMeka Whaitiriの母として知られる。
イタリアのマッサ＝カッラーラ県カッラーラの大理石加工業者に、メイの写真とpiupiu（草でできたスカート）が送られた。それに基づいて粘土の原形が作られた。これに基づいて推定60-70kgのブロンズ像が制作され、1954年6月10日、シドニー・ホランド首相によって除幕式が行われた。
1982年、像の頭部が銃で撃たれた。後に修復される。
2005年10月27日、像は盗まれる。11月16日、元の場所に設置される。